# Sandkonflikten mellan Singapore och dess grannar
Sandkonflikten mellan Singapore och dess grannar är en konflikt om regionens sandresurser. Singapore, till ytan Asiens klart minsta land, har sedan 1960-talet utökat sin landareal med omkring 20 procent. Detta har skett med hjälp av sand som lagts ner i havet vid kusterna, sand som importerats från grannländerna. Sandexporten medför dock såväl miljöproblem som ekonomiska problem för de exporterande länderna, varför länder som Malaysia, Indonesien, Vietnam och Kambodja nu förbjudit sandexport. Detta har lett till anklagelser mot Singapore att landet förutom laglig import nu också använder sig av olaglig sandsmuggling för att täcka upp för de minskade lagliga volymerna.